# Circoscrizioni di Marino
Le circoscrizioni di decentramento comunale del comune di Marino sono degli organi di partecipazione, consultazione e gestione dei servizi di base creati nel proprio territorio di competenza dal Comune di Marino, in provincia di Roma, nell'area dei Castelli Romani.
Le Circoscrizioni del comune di Marino sono state istituite in numero di tre dal Regolamento Comunale delle Circoscrizioni approvato con delibera n° 6 del 6 gennaio 1992 dal Consiglio comunale. L'istituzione delle Circoscrizioni pose fine al precedente esperimento dei Consigli di Frazione.
Il territorio del Comune di Marino è ripartito nelle seguenti Circoscrizioni:
- Circoscrizioni numero 1 denominata "Marino centro"
- Circoscrizione numero 2 denominata "Santa Maria delle Mole - Cava dei Selci"
- Circoscrizione numero 3 denominata "Frattocchie - Due Santi - Castelluccia - Fontana Sala"

Le Circoscrizioni, che sono prive di autorità giuridica in quanto semplici organi del Comune, sono rette da un Consiglio circoscrizionale di quindici elementi e da un Presidente di Circoscrizione; entrambi sono eletti a suffragio diretto dal popolo nell'ambito delle elezioni amministrative: le ultime elezioni per il rinnovo delle circoscrizioni si sono tenute nel maggio 2006.
| Presidenti di circoscrizione                                               |                                              |
| I Circoscrizione (Marino centro)                                           | Giorgio Moretti (Il Popolo della Libertà)    |
| II Circoscrizione (Santa Maria delle Mole - Cava dei Selci)                | Massimo Riitano (Partito Democratico)        |
| III Circoscrizione (Frattocchie - Due Santi - Castelluccia - Fontana Sala) | Mario Biancucci (Lista Civica Centro-destra) |

## Frazioni
- Santa Maria delle Mole.

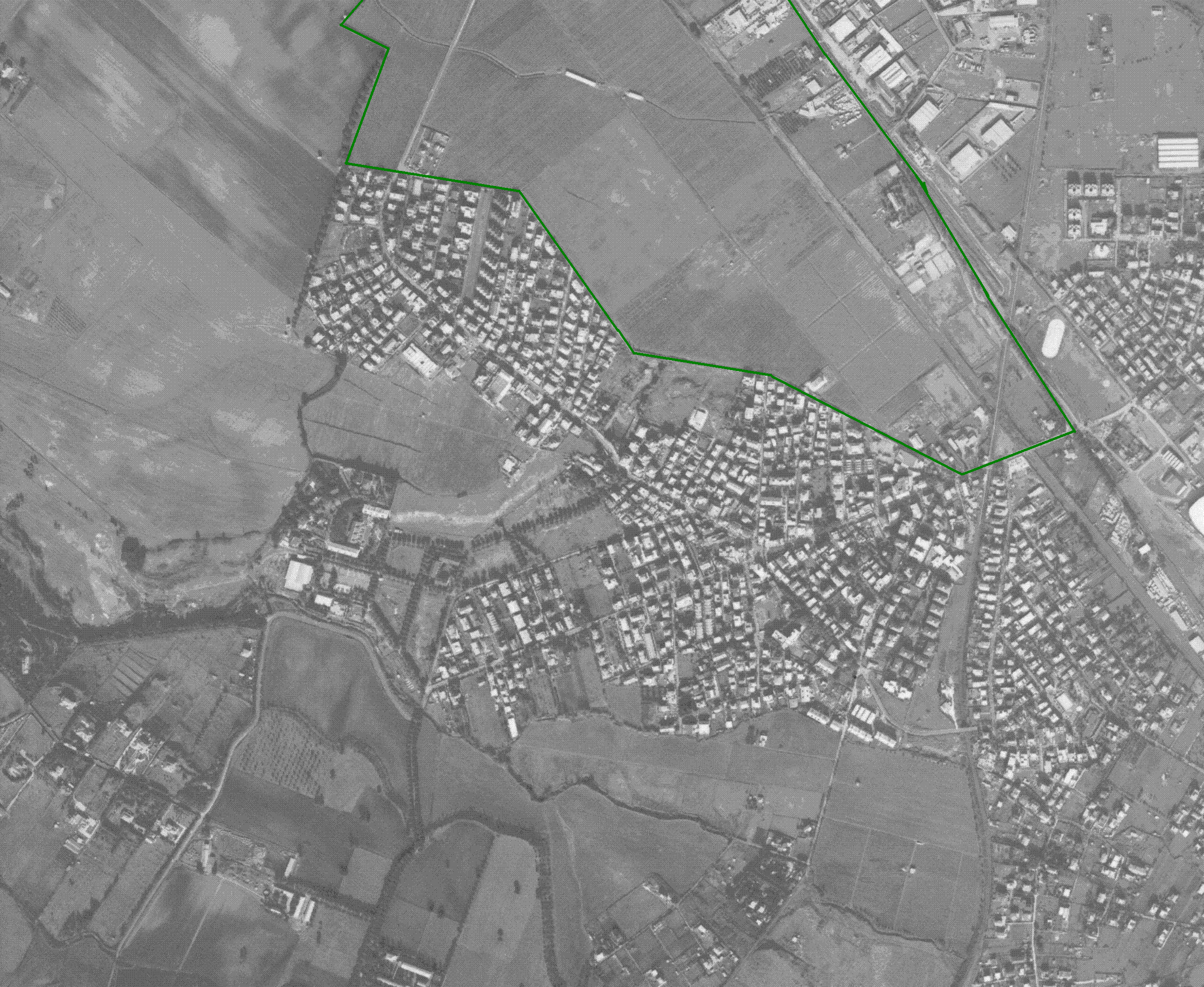
La frazione di Santa Maria delle Mole.

Santa Maria delle Mole è la frazione più popolosa del comune di Marino, capoluogo della seconda circoscrizione di decentramento comunale. Situata sulla sinistra della Strada statale 7 Via Appia, è un abitato di recente urbanizzazione, concentrato attorno al lungo viale della Repubblica e a piazza Sandro Sciotti, su cui prospetta la chiesa della Natività di Maria Vergine, parrocchiale della frazione. La frazione è attraversata dalla ferrovia Roma-Velletri, su cui insiste la stazione ferroviaria di Santa Maria delle Mole. In prossimità di Santa Maria sono situati i ruderi della leggendaria città latina di Mugillae.
- Cava dei Selci.

Cava dei Selci è una frazione situata nella II Circoscrizione, sulla destra della Strada statale 7 Via Appia. È un abitato sviluppatosi recentemente, attorno ad un'antica cava di selce che venne utilizzata anche per la costruzione degli argini del Tevere a Roma. Nella frazione sorge il famoso Palaghiaccio di Marino, circondato dal parco della Pace, un'area verde che occupa l'area dell'ex-stabilimento industriale della Stefer.
- Frattocchie.

Frattocchie è una storica frazione di Marino, capoluogo della III Circoscrizione. Volgarmente nota come le Frattocchie, sorge sulla sinistra della Strada statale 7 Via Appia nel sito comunemente individuato come quello della città latina di Bovillae. Presso la frazione è presente il Convento dei Padrio Trappisti di Frattocchie, rinomato per la produzione di cioccolata, che è stato edificato nel 1929 inglobando una preesistente villa seicentesca dei Colonna, Villa della Sirena.
- Due Santi.

Due Santi è una frazione collocata nella III Circoscrizione, sulla sinistra della Strada statale 7 Via Appia. È essenzialmente composta da un importantissimo snodo stradale, rappresentato dall'incrocio fra la via Appia, la Strada statale 140 del Lago Albano, detta anticamente Olmata del Papa, la Strada Provinciale 75/b Via Spinabella e la Strada Provinciale 2/d Via dei Ceraseti. Il toponimo trae origine dal rinvenimento, durante il XVIII secolo, di due statue acefale attribuite ai santi Pietro e Paolo. Nella frazione sorge una tenuta della famiglia Barberini, a cui si accede attraverso un elegante portale seicentesco. In una villa presso Due Santi fino al 1991 aveva sede la scuola dei dirigenti del Partito Comunista Italiano.
- Castelluccia.

Castelluccia è una frazione di Marino ubicata nella III Circoscrizione e abitata fin dall'Alto Medioevo: difatti a partire dal X secolo questo luogo è menzionato come sede di un castrum, che ha poi dato origine al toponimo corrente. Nel 1349 il tribuno Cola di Rienzo assediò il castello di Castelluccia e lo rase al suolo, durante la guerra che aveva intrapreso contro i baroni romani. L'urbanizzazione della frazione è moderna, e si sviluppa attorno alla Strada statale 207 Nettunense, tra i chilometri 2 e 3.
- Fontana Sala.

Fontana Sala è una frazione di moderna urbanizzazione, situata nella III Circoscrizione. L'abitato si sviluppa attorno alla Strada statale 207 Nettunense, ed è sede di molti servizi utili alla popolazione delle campagne circostanti.

## Altre località del territorio
- Palaverta. La località trae nome da un tale Paolo Averta, che nel XV secolo acquistò un castello situato all'incrocio tra la via Nettunense e l'attuale via del Divino Amore: oggi del castello rimangono alcuni ruderi ben conservati.

- Sassone. La località di Sassone è situata nella II Circoscrizione, ai confini con il comune di Ciampino. La sua importanza è essenzialmente legata alla Strada Provinciale 77/b Pedemontana dei Castelli, che in questo tratto prende nome appunto di via del Sassone: questa arteria, che ricalca il tracciato dell'antica via di transumanza dei pastori latini, garantisce il collegamento stradale fra la Strada statale 7 Via Appia, la Strada statale 217 Via dei Laghi e la Strada statale 511 Anagnina.

- Monte Crescenzo. Località della I Circoscrizione, lega il suo toponimo, secondo una tradizione interessante, alla potente famiglia romana dei Crescenzi, che avrebbe avuto possedimenti in questi luoghi nel corso dell'Alto Medioevo. Ad ogni modo, oggi è attraversata dalla Strada Provinciale 75/b Via Spinabella e vi sono stati rinvenuti segni di insediamenti neolitici.

- Divino Amore.